# Nigeria ai Giochi della XXXIII Olimpiade
La Nigeria ha partecipato ai Giochi della XXXIII Olimpiade, svoltisi a Parigi dal 26 luglio all'11 agosto 2024, con una delegazione di 86 atleti (incluse le riserve), 23 uomini e 63 donne, in 12 discipline.
La portabandiera alla cerimonia di apertura è stata Tobi Amusan.

## Delegazione
| Sport             | Uomini | Donne | Totale |
| ----------------- | ------ | ----- | ------ |
| Atletica leggera  | 17     | 18    | 35     |
| Badminton         | 1      | 0     | 1      |
| Calcio            | 0      | 18    | 18     |
| Canoa/kayak       | 0      | 2     | 2      |
| Ciclismo          | 0      | 1     | 1      |
| Lotta             | 1      | 5     | 6      |
| Nuoto             | 1      | 1     | 2      |
| Pallacanestro     | 0      | 12    | 12     |
| Pugilato          | 1      | 1     | 2      |
| Sollevamento pesi | 0      | 2     | 2      |
| Taekwondo         | 0      | 1     | 1      |
| Tennistavolo      | 2      | 2     | 4      |
| Totale            | 23     | 63    | 86     |